# Javier Solís
 (mars 2017).
Si vous disposez d'ouvrages ou d'articles de référence ou si vous connaissez des sites web de qualité traitant du thème abordé ici, merci de compléter l'article en donnant les références utiles à sa vérifiabilité et en les liant à la section « Notes et références ».
Pour les articles homonymes, voir Solis.
Javier Solís, né Gabriel Siria Levario le 1er septembre 1931 à Mexico et mort le 19 avril 1966, est un chanteur et acteur mexicain. Il est connu comme le Rey del Bolero Ranchero, le « roi du boléro ranchero ».
Son album Sombras (en), sorti en 1965, a été classé par les critiques au 106e rang des plus grands albums de la musique latine de tous les temps.

## Biographie

### Vie privée
Une bonne partie de sa vie privée est plus ou moins mythique parce qu'il a lui-même encouragé ou laissé se propager des légendes le concernant. Son décès prématuré ne lui a pas permis de rectifier certaines prétendues informations qui avaient été divulguées dans des magazines sans doute plus friands de sensationnel que d'exactitude.
Il n'a jamais connu son père, Francisco Siria Mora, un garçon boucher et ouvrier boulanger prétendument alcoolique, qui le laisse à la seule charge de sa mère Juana Levario Plata. Celle-ci le confie à son tour aux soins de son frère Valentín Levario Plata qui est boulanger, et de son épouse Ángela López Martínez que Javier Solis a fini par considérer comme ïses vrais parents. Il grandit à Tacubaya (es) à une époque où celui-ci est déjà devenu un quartier de Mexico. Le décès de sa tante l'oblige à abandonner ses études et il commence à travailler très jeune. Il est successivement laveur de vitres, charpentier, garçon-boucher, débardeur, mitron, boxeur et même clown.
La rumeur lui a prêté une vie sentimentale agitée et prétend qu'à son décès, quatre épouses, Enriqueta Valdés, Socorro González, Yolanda Mollinedo y Blanca Estela Sáinz, chacune en possession d'un contrat de mariage, se présentèrent pour recueillir l'héritage. Seules deux d'entre elles, Socorro González et Blanca Estela Sáinz, semblent avoir été reconnues comme telles. Selon divers cancans, il aurait oublié de divorcer ou se serait marié sous des noms d'emprunt. Il a eu deux enfants avec chacune de ses deux épouses, mais sa légende lui en assigne au total neuf.

### Carrière
Vers la mi-1955, il rencontre Julio Rodríguez, l'un des membres du trio Los Panchos, qui le recommande pour une audition de la compagnie Columbia, pour laquelle il adopte le pseudonyme Javier Solis. Felipe Valdés Leal, le directeur artistique de la société approuve son audition et lui permet d'enregistrer son premier disque cette même année, qui contient les chansons « Porqué Deni » et « Qué te importa », qui lui procurent la reconnaissance de son premier disque de platine, le 5 septembre 1957.

## Discographie partielle
| Année | Titre                                                                 | Discographie |
| ----- | --------------------------------------------------------------------- | ------------ |
| 1955  | Por que negar/Que te importa                                          | CBS Columbia |
| 1957  | Javier Solís, Volumen 1                                               | CBS Columbia |
| 1959  | Llorarás, llorarás                                                    | CBS Columbia |
| 1960  | Javier Solís en Nueva York                                            | CBS Columbia |
| 1963  | Trópico                                                               | CBS Columbia |
| 1965  | Amigo Organillero                                                     | CBS Columbia |
| 1966  | Javier Solís Con Orquesta                                             | CBS Columbia |
| 1966  | Homenaje Inconcluso de Javier Solís a Rafael Hernández y Pedro Flores | CBS Columbia |

### Discographie post-mortem
| Année | Titre                                   | Discographie                  |
| ----- | --------------------------------------- | ----------------------------- |
| 1971  | Dos Ídolos Cantando Juntos              | CBS Columbia (México)         |
| 1982  | Javier Solís y Gerardo Reyes Juntos     | CBS Columbia (México)         |
| 1991  | Javier Solís Con Banda                  | Sony Music (México)           |
| 2001  | Javier Solís Con La Rondalla Venezolana | Sony Music (Venezuela)        |
| 2003  | Las Inéditas de Javier Solís            | Sony Music (México)           |
| 2003  | Javier Solís Con Trío                   | Sony Music (México-Argentina) |

## Sources
- (es) Redacción, « Javier Solís, la nostálgica voz del bolero ranchero » [html], sur El Universo, 11 janvier 2005.
- (es) « Todos los matrimonios de Javier Solís y quiénes son sus hijos : ¡Un "mujeriego"! Así le decían. A pesar de ser un hombre humilde y muy tímido, Javier Solís se habría casado 5 veces. » [html], sur MDZ on line, MDZ, [Mendoza (ville), Territorio Digital S.A., 28 juin 2021.